# デイビッド・ロイ
デイビッド・ロイ（呂方、David Lui、1964年1月19日 -）は、香港の男性歌手・俳優である。出身地は南京。祖籍（本貫）は江蘇。

## ディスコグラフィ
- 聽不到的說話（1985年）
- 求你講清楚（1986年）
- 痴戀（1987年）
- 愛令我變炭（1987年）
- 回來吧（1988年）
- 愛盡變（1988年）
- 重遇（1989年）
- 新歌靚歌集（1989年）
- 不捨得你（1990年）
- 地久天長（1991年）
- 彎彎的月亮（1992年）
- 戀愛季節經典13首（1992年）
- 幾時愛我（1993年）
- 真情感性精選（1993年）
- 太認真（1993年5月）
- 多愛你一天（EP）（1993年9月）
- 只想遇到一個人（1994年6月）
- 流浪花（1994年）
- 愛一回傷一回（1995年5月）
- 爭取時間（1995年6月）
- 非常老情歌（1995年10月）
- 愛的真 愛的深（1996年4月）
- 愛飛翔（1996年12月）
- 24K超極品音色系列呂方（1997年8月）
- 真情歌（1997年12月）
- 既然愛了就不怕（1998年8月）
- 多愛你一天（2000年11月）
- Dear呂方（2001年5月）
- 舊情人老情歌（2001年5月）
- 多愛你一天（新）（2002年9月）
- 真.情歌（精選32首）（2003年11月）
- 最動聽的呂方（2004年2月）
- 心靈感應（2004年2月）

## 出演作品

### テレビドラマ
- ポリス・キャデット'84（原題：新紮師兄）（1984年） - 林志泉（高佬泉） 役
- 大香港（1985年） - 王帝權 役
- ポリス・キャデット'85（原題：新紮師兄續集）（1985年） - 林志泉（高佬泉） 役
- 赤腳紳士（1986年） - 丁海 役
- ポリス・キャデット'88（原題：新紮師兄1988）（1988年） - 林志泉（高佬泉） 役
- 情陷特區（1991年）
- 老友鬼鬼（1991年） - ゲスト
- 反斗威龍（1992年） - 何飛帆 役
- キンドレッド・スピリット（原題：真情）（1995-1999年） - 歸亞萊（ゲスト） 役
- 上海グランド（1996年） - 祥貴 役
- 夢想成真（2000年） - 寶家成 役
- 當狗愛上貓（2007年）

### 映画
- 青春差館（1985年）
- 義蓋雲天（1986年）
- 殭屍翻身（1986年）
- 鬼屋有寶（1987年）
- 靈幻先生（大寶）（1987年）
- 心跳一百（1987年）
- 緣份遊戲（1989年）
- 一眉道人（1989年） - 阿方 役
- 駁腳差佬（1991年）
- 伙頭福星（1992年）